# Оноприенко, Александр Александрович
Алекса́ндр Алекса́ндрович Оноприе́нко (11 февраля 1874 — 29 мая 1962, Лондон, Великобритания) — русский военачальник, генерал-майор, командир 13-го гусарского Нарвского полка.

## Биография
Православный. Сын генерала от артиллерии Александра Васильевича Оноприенко.
Окончил Пажеский корпус (1893), выпущен из камер-пажей в подпоручики 2-й конно-артиллерийской батареи.
Чины: поручик (1897), штабс-капитан гвардии с переименованием в капитаны ГШ (1901), подполковник (1904), полковник (1908), генерал-майор (за отличие, 1915).
В 1901 году окончил Николаевскую академию Генерального штаба (по 1-му разряду).
В 1902—1903 отбывал цензовое командование эскадроном в 32-м драгунском Чугуевском полку. Служил старшим адъютантом штаба 28-й пехотной (1902—1903) и 10-й кавалерийской (1903—1904) дивизий, обер-офицером (1904) и штаб-офицером (1904—1905) для поручений при штабе Киевского военного округа.
В 1905—1911 годах занимал пост начальника штаба 4-го округа ОКПС. В июле 1911 был назначен начальником штаба 9-й кавалерийской дивизии.
В Первую мировую войну командовал 13-м гусарским Нарвским полком (1915—1917), 16-й кавалерийской дивизией (1917).
Участвовал в Белом движении в составе ВСЮР, с декабря 1919 — в Донской армии. После окончания Гражданской войны — в эмиграции.
На 1938 год жил в Югославии, затем — в Англии, состоял председателем британского отдела Союза пажей.
Скончался в 1962 году в Лондоне.

## Награды
- Орден Святой Анны 3-й ст. (1906);
- Орден Святого Станислава 2-й ст. (1912);
- Орден Святого Владимира 3-й ст. с мечами (1915).